# Fruncé
Fruncé település Franciaországban, Eure-et-Loir megyében. Lakosainak száma 378 fő (2022. január 1.). Fruncé Chuisnes, Le Thieulin, Villebon, Saint-Denis-des-Puits, Cernay, Orrouer és Saint-Germain-le-Gaillard községekkel határos.

## Népesség
A település népességének változása:
| Lakosok száma | 288  | 236  | 275  | 305  | 394  | 413  | 405  | 386  | 382  | 378  |
|               | 1968 | 1982 | 1990 | 2006 | 2013 | 2015 | 2017 | 2019 | 2020 | 2022 |